# Большая жратва (фильм, 2005)
«Большая жратва» (англ. Waiting…) — фильм режиссёра Роба Маккиттрика. Взгляд на ресторанную индустрию изнутри.

## Сюжет
Дин работает официантом в крупном ресторане уже четыре года. Он ни разу не задавался вопросом о том, насколько хорошо он устроился, пока не узнал, что его одноклассник в это время окончил колледж, получил степень бакалавра и устроился на высокооплачиваемую работу. Поэтому, когда появляется стажёр Митч, Дин начинает его обучение не только со знакомства с многочисленным и сумасбродным коллективом, но и с обучения тому, как отомстить обеспеченным посетителям ресторана за их хамство.

## В ролях
- Райан Рейнольдс — Монти
- Джастин Лонг — Дин
- Джон Фрэнсис Дейли — Митч
- Анна Фэрис — Серена
- Луис Гусман — Рэддимус
- Ванесса Ленгиз - Наташа

## Съёмочная группа
- Режиссёр — Роб Маккитрик
- Автор сценария — Роб Маккитрик
- Оператор — Мэттью Ирвинг
- Композитор — Адам Горгони
- Продюсер — Крис Мур

## Реакция
Фильм был прохладно принят американским зрителем. Сборы составили $18 637 690, в том числе $2 513 147 за пределами США.